# Joomla
Џумла (енгл. Joomla; стилизовано: Joomla! или Ј!) јесте слободни систем за управљање садржајем (енгл. CMS) отвореног кода који је написан у програмском језику PHP за објављивање садржаја на Вебу и Интранету, уз коришћење MySQL, MS SQL (од верзије 2.5) или PostgreSQL (од верзије 3.0) базе података. Направљена је по MVC архитектури која може да се користи и независно од CMS-a и већ садржи могућности као што су кеширање страница, RSS feeds, прилагођени изглед странице за штампу, кратке вести, блог, анкете, претрагу и подршку за више језика.
До јануара 2018. године Joomla! је са званичног сајта преузета преко 92 милиона пута. Преко 8000 бесплатних и комерцијалних екстензија је доступно на званичном Joomla! директоријуму за екстензије. Екстензије су такође доступне и преко других извора. По неким проценама, ово је други по распрострањености CMS у свету, после WordPress-а.
Joomla! је лиценциран под ГНУ Општом јавном лиценцом (GNU GPL).

## Преглед
има систем веб-шаблона који користи процесор шаблона. Његова архитектура је предњи контролер, који рутира све захтеве за нестатичке URI преко PHP који анализира и идентификује циљну страницу. Ово омогућава подршку за трајније везе које су читљивије људима. Контролер управља и са предњим крајем, јавним погледом и задњим крајем (GUI-вођеним) административним интерфејсом. Административни интерфејс (а) складишти информације о управљању и садржају унутар базе података и (б) одржава конфигурациону датотеку (configuration.php, који се обично налази у корену система датотека Joomla! инсталације). Конфигурацијска датотека обезбеђује везу између сервера, базе података и система датотека и олакшава миграцију веб локације са једног сервера на други.
Позадински интерфејс омогућава оператерима веб локација да управљају корисницима, менијима, екстензијама и веб садржајем.
Joomla! је дизајнирана да је користе људи који имају основне вештине креирања веб локација и захтева Apache–MySQL–PHP сервер као што је LAMP или WAMP. Комерцијално засноване услуге веб хостинга могу укључивати контролне табле за аутоматску инсталацију Joomla! за своје клијенте. Joomla! се може користити за креирање локалних веб апликација које раде на низу AMP сервера.
Управљање ризиком, резервна копија и опоравак су одговорност оператера веб локације. Joomla! нема алате за прављење резервних копија или опоравак веб локација уграђене у језгро CMS; постоје производи трећих страна (као проширења која се могу инсталирати или као самостални производи).
Други софтверски објекти (било као екстензије које се могу инсталирати на изворно коришћењем Joomla! оквира или преко 'софтверских мостова') проширују опсег апликација веб-сајта на форуме за дискусију, галерије фотографија, електронску трговину, корисничке заједнице и бројне друге веб-базиране апликације.

## Историја
Аустралијска компанија Миро је 2000. године развила одговарајући систем за управљање садржајем, познат као Мамбо, а годину дана касније омогућила је његово бесплатно коришћење под ГНУ лиценцом. Мамбо је веома брзо придобио велику јавну подршку и ентузијазам. Али, 2005. године оспоравање ауторских права са Мамбо Комитетом за Управљање пред одбором довело је до тога да велики број оригиналних чланова тима напусти даљи развој. Резултат тога је нова звезда на небу отвореног кода (развија се нова верзија изворног кода у другом правцу) на основу кода Мамбо, названа Joomla.
Joomla! је настала 17. августа 2005. године, форковањем Мамбо софтвера. Људи који су радили на развоју Joomla! су креирали веб-сајт Open Source Matters (OSM) који је служио за дистрибуцију информација софтверској заједници. Ендру Еди је 18. августа објавио позив за предлоге за име пројекта, а 22. септембра је званично објављено ново име — Joomla!. Прва верзија је била превасходно рибрендинг, уз исправке неколико познатих багова, али у наредне две године објављено је 14 верзија и добијене су бројне награде везане за софтвер са отвореним кодом.
Joomla! тим је 28. маја 2020. године открио да је дошло до повреде података која је потенцијално утицала на 2.700 корисника откривањем њихових личних података. Инцидент је откривен интерном ревизијом веб-странице која је истакла присуство налога суперкорисника у власништву појединаца изван OSM. Иако нису пронађени докази о било каквом неовлашћеном приступу личним подацима, одмах су предузете мере да се ризик ублажи, укључујући захтев да сви корисници промене своје лозинке.
Joomla! се правилно пише са узвичником на крају, али се назив често може видети и без узвичника. Реч потиче од фонетског спеловања речи jumla на језику Свахили која значи „сви заједно“, што је врло слично значењу које реч џумле има и у српском жаргону.

## Историја верзије
| Верзија    | Датум објављивања   | Подржано до        |
| ---------- | ------------------- | ------------------ |
| 1.0        | 22. септембар 2005. | 22. јул 2009.      |
| 1.5 (LTS)  | 22. јануар 2008.    | 1. децембар 2012.  |
| 1.6        | 10. јануар 2011.    | 19. август 2011.   |
| 1.7        | 19. јул 2011.       | 24. фебруар 2012.  |
| 2.5 (LTS)  | 24. јануар 2012.    | 31. децембар 2014. |
| 3.0        | 27. септембар 2012. | април 2013.        |
| 3.1        | 24. април 2013.     | октобар 2013.      |
| 3.2        | 6. новембар 2013.   | октобар 2014.      |
| 3.3        | 30. април 2014.     | фебруар 2015.      |
| 3.4        | 24. фебруар 2015.   | март 2016.         |
| 3.5        | 21. март 2016.      | јул 2016.          |
| 3.6        | 12. јул 2016.       | април 2017.        |
| 3.7        | 25. април 2017.     | септембар 2017.    |
| 3.8        | 19. септембар 2017. | октобар 2018.      |
| 3.9        | 30. октобар 2018.   | август 2021.       |
| 3.10 (LTS) | 17. август 2021.    | август 2023.       |
| 4.0        | 17. август 2021.    | N/A                |
| 4.1        | 15. фебруар 2022.   | N/A                |
| 4.2        | 16. август 2022.    | N/A                |
| 4.3        | 18. април 2023.     |                    |

Joomla! 1.0 је објављена 22. септембра 2005. године као преименовано издање од Mambo 4.5.2.3 која је комбиновала неке грешке и безбедносне исправке умереног нивоа.
Joomla! 1.5 је објављена 22. јануара 2008. године, а задње издање ове верзије који носи број 1.5.26 је реализовано 27. марта 2013. године. Верзија 1.5 је била прва која је имала за циљ да постигне дугорочну подршку (LTS); такве верзије, реализоване су за свака три већа или мања издања и подржана су три месеца након што је следећа LTS верзија реализована. Април 2012. године обележава званичан крај живота Joomla! 1.5; када је
Joomla! 3.0 објављена, подршка за Joomla! 1.5 је избледела у априлу 2013. године.
Joomla! 1.6 је објављена 10. јула 2011. године. Верзија 1.6 додаје пуну листу контроле приступа функционалности, кориснички дефинисану категорију хијерархије, и побољшања администраторског интерфејса.
Joomla! 1.7 је објављена 19. јануара 2011. године, шест месеци након верзије 1.6.0. Верзија 1.7 додаје побољшану безбедност и побољшане алатке за миграцију.
Joomla! 2.5 је објављена 24. јануара 2012. године, шест месеци након објављивања верзије 1.7.0. Ова верзија је издање са дугорочном подршком (LTS). Првобитно је ово издање требало да буде верзија 1.8.0, али си програмери 9. августа најавили да ће је преименовати да би се уклопила у нову шему верзије у којој је свако (LTS) издање X.5 издање. Верзија 2.5 је била прва која је имала могућност да ради са другим базама података, осим MySQL. Подршка за ову верзију је продужена до краја 2014. године.
Joomla! 3.0 је објављена 27. септембра 2012. године. Верзија 3.0 је првобитно требало да буде пуштена у јулу 2012. године; међутим, јануар/јул издање је непријатан распоред за волонтере, и због тог разлога је промењен у септембар/март издање. Дана 24. децембра 2012. године, одлучено је да ће се додати још једна верзија (3.2) на 3.x серији да се побољша развој животног циклуса и прошири подршку за LTS верзију.
Joomla! 3.1 је објављена 24. априла 2013. године. Издање 3.1 садржи неколико нових функција, укључујући означавање.
Joomla! 3.2 је објављена 6. новембра 2013. године. Издање 3.2 је верзија са истицањем садржаја.
Joomla! 3.3 је објављена 30. априла 2014. године. Издање 3.3 има побољшане карактеристике за лозинке, Mikrodata и документацију коју покреће MediaWiki Translate extension.
Joomla! 3.4 је објављена 24. фебруара 2015. године. Издање 3.4 садржи напредак у побољшању безбедности, композитор интеграција, Гуглов No CAPTCHA reCAPTCHA и неколико нових функција. Опсежне безбедносне ревизије су најављене у октобру 2015. године са издавањем верзије 3.4.5.
Joomla! 3.5 је објављена 21. марта 2016. године. Издање 3.5 садржи информације за преузимање система, категорију бројач ставки, убацивање модула у чланцима и могућност да се превуку и испустите фотографије.
Joomla! 3.6 је објављена 12. јула 2016. године. Издање 3.6 садржи субформ поље за преузимање, приказује све ставке менија, побољшање UX-а, побољшане су Joomla! исправке, Мени тип ACL и, категорије у лету.
Joomla! 3.7 је објављена 25. априла 2017. године. Издање 3.7 садржи прилагођене области, побољшан ток рада, вишејезички менаџер удружења, менаџер за позадински мени, побољшано ажурирање система, кеш системе и менаџер за пакете/продужење (екстензије), лакше одржавање проширења и UX побољшања.
Joomla! 3.8 је објављена 19. септембра 2017. године. Издање 3.8 садржи побољшани систем за усмеравање, Joomla! 4 компатибилни слој, инсталабилни и вишејезични подаци узорка, побољшања кодова и подршку за шифровање (using Sodium extension on PHP 7.2, or via sodium_compat polyfill for lower supported versions).
Joomla! 3.9 је објављена 30. октобра 2018. године.
Издање Joomla! 3.10 ће бити последње заказано минорно издање серије Joomla! 3.x и садржаће дугорочну подршку.
Верзија 4.0 је објављена 17. августа 2021. године и има суштински прилагођен кориснички интерфејс. Ревидирани су уредник и медијски менаџер. Сада постоје и прилагодљиви шаблони електронске поште, побољшана приступачност, нова функција претраживања, ревидирана архитектура кôда за већу сигурност, побољшања брзине и нове функције за сарадњу у ауторским тимовима.
Верзија 5.0 је објављена 17. октобра 2023. године и повећава минималну верзију за PHP (8.1), MySQL (8.0.13) и PostgreSQL (12). Поред тога, MariaDB (10.4) је сада званично подржан. Позадински шаблон је добио тамни режим и многа побољшања су направљена у бази кôда.

### Верзије у употреби
Први графикон испод приказује преваленцију различитих верзија Joomla! међу свим веб локацијама које користе Joomla! у јануару 2023. године.
Други графикон испод показује распрострањеност различитих верзија Joomla! у последњих 180 дана до 7. децембра 2023. године.
Верзије  у употреби, март 2023. године
Верзије  у употреби у 180 дана до 7. децембра 2023. године
Више података на Joomla! Usage Statistics страници.

## Развој и подршка

### Развој
се одржава као пројекат отвореног кода од стране заједнице волонтера и лиценцирана је под ГНУ општа јавна лиценца на принципу 'какав јесте', без икаквих гаранција, укључујући подразумеване гаранције о продаји и прикладности за одређену намену. Изворни кôд се одржава на GitHub. На врху су два најпопуларнија јавна форума за расправу о Joomla! и тражење техничког савета https://forum.joomla.org и https://joomla.stackexchange.com.

### Инсталација
Као већина других веб-апликација, Joomla! се може покренути на AMP платформи. Многе хостинг компаније омогућавају аутоматску инсталацију путем контролног панела. Многе веб-странице пружају информације о инсталирању и одржавању Joomla! сајтова.

### Миграција/configuration.php
користи датотеку за подешавања (configuration.php, која се обично налази у корену Joomla! инсталације) да контролише различите поставке, укључујући и (али не ограничавајући се на) поставке за везе са базом података. Због употребе датотеке подешавања, миграција веб-сајта са једног сервера на други је релативно једноставна.

### Екстензије
екстензије проширују функционалност Joomla! веб-сајтова. Свака од ових екстензија обрађује одређену функцију. Многа проширења која је изградила Joomla! заједница нису бесплатна, и захтевају исплату за преузимање. Joomla! екстензије се могу поделити на пет типова:
- Компоненте су највећа и најсложенија проширења. Већина компоненти имају два дела: део који је везан за сајт и администраторски део. Сваки пут када Joomla! учита странице, једна компонента се позива да донесе тело главној страници. Компоненте производе највећи део странице, јер се покрећу преко ставке менија.
- Модули су динамичан или статичан излаз у позицији шаблона. Шаблони дефинишу динамичке позиције које могу бити додељене модулима. Пример би могао да буде бокс за облик пријављивање на бочној траци. Ово би могло да се пореди са другим CMS "додаци у бочној траци". Више модула могу се доделити свакој позицији и задатак сваког модула може да се контролише по ставкама менија. Историјски гледано, модули се додељују бочном около главном излазу компоненте.
- Плагин додаци обрађују информације везане за веб-страницу приликом њеног учитавања, а могу да ураде све од претраживања садржаја до маскирања адреса електронске поште које детектују у циљу заштите од програма који прикупљају те адресе за слање узнемиравајућих порука.
- Шаблони описују главни пројекат Joomla! веб-сајта. Док CMS управља садржаја сајта, шаблони одређују стил (изглед и осећај), као и распоред на сајту.[41]
- Библиотеке  су обично екстра PHP библиотеке које пружају функционалност за компоненте, модуле или плугин додатке за њихов исправан рад.
- Језици су врло једноставна екстензија који могу или да се користе као основни део или као додатак. Информације о језику и фонту могу се користити и за пдф или псд за Joomla! конверзије.
- Документи су појединачни документи који се могу инсталирати било где у Joomla! документ систему. Примери за ово укључују дозвољавајући продужетак којима програмери могу да обезбеде додатни образац шаблона.
- Пакети омогућавају кориснику да инсталира било који други тип проширења у комбинацији са горе наведеним. На овај начин је омогућено да се повезани пакети могу инсталирати и деинсталирати у једној акцији, а не као засебне целине.

### Шаблони
Постоје два типа шаблона који се користе у Joomla! CSS: предњи и позадински шаблони. Предњи шаблон представља веб локацију кориснику који прегледа њен садржај. Позадински шаблон представља панел контролу за администрацију веб локације.
Шаблони се инсталирају као екстензије за Joomla! и могу се прилагодити заменама изворног кода и / или CSS-a.
Стандардни шаблони су укључени приликом инсталације, док се други шаблони трећих страна могу инсталирати касније. Генерално, шаблони дизајнирани за сваку главну верзију Јоомле-а нису интероперабилни са другим главним верзијама Joomla!. Следећа табела наводи стандардне шаблоне инсталиране са сваким главним издањем Joomla!.
| Користи се у верзијама | Предњи шаблон                  | Позадински шаблон |
| ---------------------- | ------------------------------ | ----------------- |
| 1.0                    | madeyourweb rhuk_solarflare_ii | joomla_admin      |
| 1.5                    | beez ja_purity rhuk_milkyway   | khepri            |
| 1.6, 1.7 & 2.5         | atomic beez_20 beez5           | bluestork hathor  |
| 3.x                    | beez3 protostar                | hathor isis       |
| 4.0                    | cassiopeia                     | atum              |

### Безбедност
Због своје популарности и познатих безбедносних проблема, Joomla! инсталације су више пута мета напада, посебно у облику такозваних покваривача. Међутим, према IBM студији из 2008. године, број безбедносних празнина у веб апликацијама генерално се драматично повећао, тако да су у принципу сви системи погођени овим проблемом.
У Joomla! развојном тиму постоји посебно одељење које се бави само проналажењем грешака и зове се 'Одред за грешке'. Пре свега, бројне компоненте трећих страна изазивају повећан безбедносни ризик, који хакери искоришћавају. Нека од ових екстензија захтевају веома широка права на серверу, која обично нису експлицитно наведена. С друге стране, безбедносни недостаци у вези са програмирањем су ретки и обично се елиминишу прилично брзо. Корисници могу да нађу помоћ у одговарајућој онлајн заједници како би свој систем одржавали ажурним. Међутим, многи — посебно приватни — корисници занемарују одржавање веб странице и нису свесни проблема који произилазе.

### Развојни животни циклус
је усвојила нову стратегију развоја са увођењем верзија 1.6. Основна идеја је континуираније објављивање Стандардног издања подршке (SSR). Ово има за циљ да обезбеди да се захтеви корисника брже уграде у језгро Joomla! и стабилизују уживо у корист будућих издања. Многи корисници су критични према брзим променама између главних издања, посебно када су сложене апликације развијене за Joomla! веб локацију и креатор мора да ажурира језгро како би примио тренутна безбедносна ажурирања.
Програмери су, 25. априла 2014. године, објавили да ће претходни систем који се састојати од различитих LTR (Long Term Release) и STR (Short Term Release) верзија бити напуштен у корист циклуса линеарне верзије. Прво издање након ове промене била је верзија 3.3.1.

## Заједнице
Постоје две велике Joomla! конференције сваке године. Конференције Joomla! и J and Beyond су углавном усмерене на Joomla! програмере и интеграторе веб-сајтова, а домаћин је једна држава у Европи. Конференција се одржава око маја сваке године. Светска Joomla! конференција која окупља градитеље, дизајнере, администраторе веб-сајтова, власнике пословних предузећа и чланова заједнице, се одржава у другој половини године. Сваке године Joomla! заједнице одређених држава одржавају Joomla! дан своје земље или регионални Joomla! дан. Као и многе заједнице које се баве кодирањем Joomla! је домаћин многим регионалним групама корисника.
У позадини немилосрдне критике унутар заједнице и опадања интересовања јавности за Joomla!, одржана је конференција у јануару 2020. године да се развије стратегија за будућност. Конференција је идентификовала неколико кључних области за даљи рад, али је у основи прихваћена премиса да се грешке односе углавном на организациони оквир пројекта, а не на квалитет производа.
Пандемија ковида 19 утицала је на Joomla! планиране догађаје што је довело до отказивања главних светских конференција; J and Beyond је организован као 24-часовни стриминг догађај у мају. У свом поздравном обраћању за J and Beyond председник Брајан Мичел је признао утицај глобалне кризе на Joomla!. Мичел је изнео своју визију одговора на изазове са којима се суочава Joomla! пројекат. Пројекат је морао да концентрише напоре, рекао је Мичел, како би се осигурало да три суштинска дела пројекта — кôд, заједница и култура — раде заједно као целина.

### Финансијска подршка
Joomla се првенствено финансира из приватних спонзорстава која надокнађују OSM оперативне трошкове; ови трошкови укључују порезе, рачуноводство, присуство на земаљским догађајима, рад домена и тако даље. Пројекат прима остатак свог прихода од оглашавања на веб страници, провизија, накнада за испите и Google Summer of Code.

## Награде
CMS је добио бројне награде и признања, откако је настао давне 2005. године.
| Година | Награда                           | Категорија |
| ------ | --------------------------------- | --- |
| 2005.  | UK Linux & Open Source Awards     | Best Linux / Open Source Project |
| 2006.  | Packt Open Source Awards          | Best Open Source CMS |
| 2006.  | UK Linux & Open Source Awards     | Best Linux / Open Source Project |
| 2007.  | Packt Open Source Awards          | Best PHP Open Source CMS |
| 2008.  | Packt Open Source Awards          | - Open Source CMS Most Valued Person — Personal award: Johan Janssens - 1st Runner-up Best Open Source CMS - 1st Runner-up Best Overall Open Source CMS |
| 2009.  | Packt Open Source Awards          | - Open Source CMS Most Valued Person — Personal award: Louis Landry - 1st Runner-up Packt Hall of Fame CMS - 2nd Runner-up Best Open Source CMS         |
| 2010.  | Packt Open Source Awards          | 2nd Runner-up Hall of Fame CMS |
| 2011.  | Packt Open Source Awards          | Best Open Source CMS |
| 2014.  | CMS Critic People's Choice Awards | Best Open Source PHP CMS |
| 2015.  | CMS Critic People's Choice Awards | Best Free CMS |
| 2016.  | CMS Critic People's Choice Awards | Best Free CMS |
| 2017.  | CMS Critic People's Choice Awards | Best Free CMS |
| 2018.  | CMS Critic People's Choice Awards | Best Free CMS |
| 2019.  | CMS Critic People's Choice Awards | Best Free CMS |
| 2020.  | CMS Critic People's Choice Awards | Best Free CMS |

## Тржишни CMS удео
Следећи графикон приказује Joomla удео на CMS тржишну (у односу на лидера на тржишту, WordPress, као поређење).

## Тренд Гугл претрага
Следећи графикон показује тренд претраживања о Joomla на Гуглу током времена.